# Melville (Rhode Island)
Melville és una concentració de població designada pel cens dels Estats Units a l'estat de Rhode Island. Segons el cens del 2000 tenia 2.325 habitants.

## Demografia
Segons el cens del 2000, Melville tenia 2.325 habitants, 764 habitatges, i 637 famílies. La densitat de població era de 415,6 habitants per km².
Dels 764 habitatges en un 61,5% hi vivien nens de menys de 18 anys, en un 74,7% hi vivien parelles casades, en un 6,8% dones solteres, i en un 16,6% no eren unitats familiars. En el 14,3% dels habitatges hi vivien persones soles l'1,8% de les quals corresponia a persones de 65 anys o més que vivien soles. El nombre mitjà de persones vivint en cada habitatge era de 3,02 i el nombre mitjà de persones que vivien en cada família era de 3,36.
Per edats la població es repartia de la següent manera: un 37,8% tenia menys de 18 anys, un 9,5% entre 18 i 24, un 45,9% entre 25 i 44, un 5,4% de 45 a 60 i un 1,4% 65 anys o més.
L'edat mediana era de 26 anys. Per cada 100 dones de 18 o més anys hi havia 103,4 homes.
La renda mediana per habitatge era de 37.314 $ i la renda mediana per família de 40.134 $. Els homes tenien una renda mediana de 42.500 $ mentre que les dones 20.813 $. La renda per capita de la població era de 14.789 $. Aproximadament el 7,7% de les famílies i el 7,3% de la població estaven per davall del llindar de pobresa.

## Poblacions més properes
El següent diagrama mostra les poblacions més properes.